# Bolitoglossa guaramacalensis
Bolitoglossa guaramacalensis é uma espécie de anfíbio caudado pertencente à família Plethodontidae, sub-família Plethodontinae.